# Festhaltetherapie
Die Festhaltetherapie wurde von Martha Welch entwickelt und von Jirina Prekop ins Deutsche übertragen. Sie ist eine nicht anerkannte Form der Psychotherapie, bei der durch intensives „aggressionsfreies“ Festhalten Bindungsstörungen aufgelöst werden sollen. Die Therapie wurde ursprünglich mit Unterstützung des Verhaltensforschers und Nobelpreisträgers Nikolaas Tinbergen für Kinder mit Bindungsstörungen entwickelt und wurde von Prekop auch im Rahmen der Familientherapie bei Erwachsenen angewendet.
Nach Ansicht einiger Psychologen und Psychotherapeuten beinhaltet die Therapie Gewalt gegenüber den behandelten Kindern und kann traumatisierend wirken. Die Anwendung der Therapie erfüllt unter Umständen Straftatbestände (Körperverletzung, Misshandlung von Schutzbefohlenen, Nötigung).

## Zielgruppe
Die Therapie wurde für Menschen mit geistiger Behinderung, Autismus, Problemverhalten oder psychischen Störungen entwickelt, bei denen angenommen wird, dass die Bearbeitung einer Bindungsstörung therapeutisch hilfreich ist.
William Sears, der Begründer des Attachment Parenting, empfiehlt die Methode auch, um mit kindlichen Wutanfällen umzugehen.

## Vorgehensweise
In der Festhaltetherapie sollen sich Erwachsene in gegenseitiger Umarmung solange in die Augen schauen und festhalten, bis in dieser Konfrontation zuerst schmerzliche Gefühle, aggressive Impulse oder Ängste auftauchen und ausgedrückt werden und dann solange, bis sich die negativen Gefühle auflösen und das Festhalten zur liebevollen Umarmung wird. Kinder werden von einer engen Bezugsperson, selten auch von einem Therapeuten in einer Umarmung festgehalten.  Der Therapeut soll dann den Ausdruck von auftauchenden Erregungszuständen und Aggressionen unterstützen, indem er dazu ermuntert, sich „auszuschimpfen und auszuweinen“ (Prekop 1992). Die Dauer des Festhaltens soll vom Prozess, ohne zeitliche Beschränkung, bestimmt werden und sollte in einer bequemen Lage stattfinden, meist im Sitzen oder Liegen. Idealerweise soll der Prozess so lange dauern, bis sich die Erregung legt und sich eine Bereitschaft zum „freudige[n] Erleben der Zärtlichkeit“ einstellt.
Nach Prekop darf das Festhalten nicht zur Bestrafung oder Züchtigung angewendet werden und auch nicht von einer Bezugsperson, die auf das Verhalten des Kindes innerlich aggressiv oder ablehnend reagiert oder früher das Kind misshandelt hat.

## Kritik
Die Methode ist scharf kritisiert worden. Angeführt werden verschiedene Gründe, unter anderem wird den Anhängern der Methode eine Fehlinterpretation der Bezugsliteratur vorgeworfen. Der Bremer Erziehungswissenschaftler Georg Feuser meint, dass die Therapie auf irrationalen Annahmen und individuellen Erfahrungen ihrer Vertreter beruhe; sie stelle keine schlüssige therapeutische Konzeption dar und habe demzufolge keinerlei nachweisbaren therapeutischen Wert. Georg Theunissen konstatiert, hier trete ein „unreflektiertes statisches Denken zutage, das den geistig behinderten Menschen einzig und allein von seinen Mängeln her [betrachte]“.
Schließlich werden noch ethisch-humane Gründe angeführt: Die Methode beruhe auf der Anwendung von Gewalt und sei mit den Persönlichkeitsrechten des Therapierten nicht vereinbar. Zweifelhaft sei, wie ein „echter“ Dialog über gewaltsames Vorgehen erreicht werden könne.

## Rechtliche Würdigung
Eine Person gegen ihren Willen festzuhalten bzw. zu fixieren kann verschiedene strafrechtliche Tatbestände erfüllen. Eine Person mit Gewalt festzuhalten ist eine unangemessene Behandlung, die das körperliche Wohlbefinden nicht nur unerheblich beeinträchtigt. Mithin handelt es sich also je nach Täter um eine Körperverletzung oder Misshandlung von Schutzbefohlenen. Hier wäre jedoch der Rechtfertigungsgrund der Einwilligung, im Falle von Kindern durch die Eltern, sowie beim Festhalten zur Abwehr eines selbstschädigenden Verhaltens der Nothilfe zu berücksichtigen. Eine endgültige Klärung kann also mithin nur im Einzelfall erfolgen, insbesondere wäre zu prüfen, ob Therapeuten diese Therapie in einer Art und Weise anwenden, die gegen die guten Sitten verstößt, und somit die Einwilligung unerheblich ist. Eine weitere Problematik stellt der Rechtfertigungsgrund des Züchtigungsrechts der Eltern dar, welches mit dem Gesetz zur Ächtung von Gewalt in der Erziehung vom 2. November 2000 stark eingeschränkt wurde.
Wenn die Festhaltetherapie zu Zwecken der Züchtigung missbraucht wird, handelt es sich je nach Ausführung um eine verbotene körperliche Bestrafung, sowie eine entwürdigende Erziehungsmaßnahme im Sinne des § 1631 BGB. Da Eltern grundsätzlich kein Züchtigungsrecht für ihre Kinder haben, können sie es auch nicht auf Dritte, hier den „Therapeuten“, übertragen. Dritte haben auch grundsätzlich kein Züchtigungsrecht. Wer als Dritter Kinder oder unter Vormundschaft stehende Personen körperlich bestraft oder entwürdigend behandelt, handelt mithin stets rechtswidrig.
Zur Anrechenbarkeit der Festhaltetherapie bei der Pflegeversicherung stellte die zweite Kammer des Sozialgerichtes Ulm fest, dass die Zeiten für diese im Falle eines elfjährigen, hyperaktiven schwerhörigen Kindes mit Störungen der Feinmotorik, mäßiger geistiger Retardierung sowie Rückstand in der sozialen Kontaktaufnahme und Sprachentwicklung dem Zeitbedarf für die Grundpflege hinzuzurechnen sind.
Anfang März 2010 wurde aufgrund der Anwendung der Festhaltetherapie ein Ermittlungsverfahren gegen Mitarbeiter einer Wohngruppe für lern- und geistig behinderte sowie verhaltensauffällige Kinder wegen körperlicher Misshandlung von Schutzbefohlenen und Freiheitsberaubung eingeleitet.